# Сборная Джибути по футболу
Сбо́рная Джибути́ по футбо́лу — национальная футбольная сборная, представляющая Джибути в международных матчах по футболу. Считается одной из самых слабых в мире. Не участвовала ни разу на чемпионатах мира и кубках Африки. Участвует с 1994 года регулярно в кубке КЕСАФА для стран Центральной и Восточной Африки.

## Чемпионат мира
- 1930 — 1998 — не участвовала
- 2002 — не прошла квалификацию
- 2006 — не участвовала
- 2010 — 2022 — не прошла квалификацию

## Кубок африканских наций
- 1957 — 1998 — не участвовала
- 2000 — не прошла квалификацию
- 2002 — не прошла квалификацию
- 2004 — снялась
- 2006 — не участвовала
- 2008 — снялась
- 2010 — не прошла квалификацию
- 2012 — не подавала заявку на участие
- 2013 — не подавала заявку на участие
- 2015 — 2025 — не прошла квалификацию

## Форма

### Домашняя
| 2012 | 2015 | 2018 | 2020 | 2022—н. в. |

### Гостевая
| 2013 | 2015 | 2018 | 2020 | 2022—н. в. |

Источники:,